# Temporada da GP2 Series de 2012
A temporada 2012 da GP2 Series foi a oitava temporada da GP2 Series e da primeira temporada após a fusão com a GP2 Asia Series. O campeonato foi expandido para incluir rodadas na Malásia, Barém e Singapura, em apoio da temporada de Fórmula 1 de 2012 .
A série adotou o sistema de pontos utilizado pela Fórmula 1 para a corrida longa, com pontos atribuídos aos dez melhores condutores e vinte e cinco pontos na oferta para a vitória. Os pontos atribuídos na corrida curta também foi alterado, com o vencedor recebendo quinze pontos e os oito melhores pilotos recebiam pontos. Outras mudanças significaram que os pilotos passaram a utilizar dois compostos de pneus durante uma corrida, como é o caso da Fórmula 1. Os pontos atribuídos pela pole position e a volta mais rápida da corrida também foi dobrado.[carece de fontes?]
O campeão foi o italiano Davide Valsecchi da equipe DAMS.

## Equipes e Pilotos
- Nesta temporada participaram 26 carros por rodada, num total de 13 equipes.

| Equipe                  | #  | Pilotos             | Rodadas   |
| ----------------------- | -- | ------------------- | --------- |
| Barwa Addax Team        | 1  | Johnny Cecotto, Jr. | Todas     |
| Barwa Addax Team        | 2  | Josef Král          | 1, 4–10   |
| Barwa Addax Team        | 2  | Dani Clos           | 2–3       |
| Barwa Addax Team        | 2  | Jake Rosenzweig     | 11-12     |
| DAMS                    | 3  | Davide Valsecchi    | Todas     |
| DAMS                    | 4  | Felipe Nasr         | Todas     |
| Racing Engineering      | 5  | Fabio Leimer        | Todas     |
| Racing Engineering      | 6  | Nathanaël Berthon   | Todas     |
| iSport International    | 7  | Marcus Ericsson     | Todas     |
| iSport International    | 8  | Jolyon Palmer       | Todas     |
| Lotus GP                | 9  | James Calado        | Todas     |
| Lotus GP                | 10 | Esteban Gutiérrez   | Todas     |
| Caterham Racing         | 11 | Rodolfo González    | Todas     |
| Caterham Racing         | 12 | Giedo van der Garde | Todas     |
| Scuderia Coloni         | 14 | Stefano Coletti     | 1-10      |
| Scuderia Coloni         | 14 | Luca Filippi        | 11-12     |
| Scuderia Coloni         | 15 | Fabio Onidi         | Todas     |
| Trident Racing          | 16 | Stéphane Richelmi   | Todas     |
| Trident Racing          | 17 | Julián Leal         | Todas     |
| Venezuela GP Lazarus    | 18 | Fabrizio Crestani   | 1–7       |
| Venezuela GP Lazarus    | 18 | Sergio Canamasas    | 8–12      |
| Venezuela GP Lazarus    | 19 | Giancarlo Serenelli | 1–9       |
| Venezuela GP Lazarus    | 19 | René Binder         | 10–12     |
| Rapax                   | 20 | Ricardo Teixeira    | 1–5, 7–12 |
| Rapax                   | 20 | Tom Dillmann        | 6         |
| Rapax                   | 21 | Tom Dillmann        | 1–5, 8    |
| Rapax                   | 21 | Daniël de Jong      | 6–7, 9–10 |
| Rapax                   | 21 | Stefano Coletti     | 11-12     |
| Arden International     | 22 | Simon Trummer       | Todas     |
| Arden International     | 23 | Luiz Razia          | Todas     |
| Ocean Racing Technology | 24 | Jon Lancaster       | 1         |
| Ocean Racing Technology | 24 | Brendon Hartley     | 2–3       |
| Ocean Racing Technology | 24 | Victor Guerin       | 4–12      |
| Ocean Racing Technology | 25 | Nigel Melker        | Todas     |
| Carlin                  | 26 | Max Chilton         | Todas     |
| Carlin                  | 27 | Rio Haryanto        | Todas     |

### Mudanças nos pilotos
Mudanças de equipas
- Johnny Cecotto, Jr.: Ocean Racing Technology → Barwa Addax Team
- Stefano Coletti: Trident Racing → Scuderia Coloni
- Rodolfo González: Trident Racing → Caterham Racing
- Josef Král: Arden International → Barwa Addax Team
- Fabio Leimer: Rapax → Racing Engineering
- Julián Leal: Rapax → Trident Racing
- Jolyon Palmer: Arden International → iSport International
- Luiz Razia: Team Air Asia → Arden International
- Davide Valsecchi: Team Air Asia → DAMS
- Giedo van der Garde: Barwa Addax Team → Caterham Racing

## Resultados

### Por etapa
| Etapa | Etapa   | Circuito                        | Pole Position       | Volta mais rápida   | Vencedor            | Equipe               | Detalhes |
| ----- | ------- | ------------------------------- | ------------------- | ------------------- | ------------------- | -------------------- | -------- |
| 1     | R1      | Sepang International Circuit    | Davide Valsecchi    | Davide Valsecchi    | Luiz Razia          | Arden International  | Detalhes |
| 1     | Sprint  | Sepang International Circuit    |                     | Rio Haryanto        | James Calado        | Lotus GP             | Detalhes |
| 2     | Feature | Circuito Internacional do Barém | Davide Valsecchi    | Davide Valsecchi    | Davide Valsecchi    | DAMS                 | Detalhes |
| 2     | Sprint  | Circuito Internacional do Barém |                     | Giedo van der Garde | Davide Valsecchi    | DAMS                 | Detalhes |
| 3     | Feature | Circuito Internacional do Barém | Giedo van der Garde | Davide Valsecchi    | Davide Valsecchi    | DAMS                 | Detalhes |
| 3     | Sprint  | Circuito Internacional do Barém |                     | Luiz Razia          | Tom Dillmann        | Rapax                | Detalhes |
| 4     | Feature | Circuit de Catalunya            | James Calado        | Esteban Gutiérrez   | Giedo van der Garde | Caterham Racing      | Detalhes |
| 4     | Sprint  | Circuit de Catalunya            |                     | Luiz Razia          | Luiz Razia          | Arden International  | Detalhes |
| 5     | Feature | Circuit de Monaco               | Johnny Cecotto, Jr. | Stefano Coletti     | Johnny Cecotto, Jr. | Barwa Addax Team     | Detalhes |
| 5     | Sprint  | Circuit de Monaco               |                     | Luiz Razia          | Jolyon Palmer       | iSport International | Detalhes |
| 6     | Feature | Valencia Street Circuit         | James Calado        | Esteban Gutiérrez   | Esteban Gutiérrez   | Lotus GP             | Detalhes |
| 6     | Sprint  | Valencia Street Circuit         |                     | Fabio Leimer        | Luiz Razia          | Arden International  | Detalhes |
| 7     | Feature | Silverstone Circuit             | Fabio Leimer        | Esteban Gutiérrez   | Esteban Gutiérrez   | Lotus GP             | Detalhes |
| 7     | Sprint  | Silverstone Circuit             |                     | Marcus Ericsson     | Luiz Razia          | Arden International  | Detalhes |
| 8     | Feature | Hockenheimring                  | Giedo van der Garde | Johnny Cecotto, Jr. | Johnny Cecotto, Jr. | Barwa Addax Team     | Detalhes |
| 8     | Sprint  | Hockenheimring                  |                     | James Calado        | James Calado        | Lotus GP             | Detalhes |
| 9     | Feature | Hungaroring                     | Max Chilton         | Davide Valsecchi    | Max Chilton         | Carlin               | Detalhes |
| 9     | Sprint  | Hungaroring                     |                     | Esteban Gutiérrez   | Esteban Gutiérrez   | Lotus GP             | Detalhes |
| 10    | Feature | Circuit de Spa-Francorchamps    | Rio Haryanto        | Giedo van der Garde | Marcus Ericsson     | iSport International | Detalhes |
| 10    | Sprint  | Circuit de Spa-Francorchamps    |                     | Stefano Coletti     | Josef Král          | Barwa Addax Team     | Detalhes |
| 11    | Feature | Autodromo Nazionale Monza       | Max Chilton         | Fabio Leimer        | Luca Filippi        | Scuderia Coloni      | Detalhes |
| 11    | Sprint  | Autodromo Nazionale Monza       |                     | Davide Valsecchi    | Davide Valsecchi    | DAMS                 | Detalhes |
| 12    | Feature | Marina Bay Street Circuit       | Luca Filippi        | Esteban Gutiérrez   | Max Chilton         | Carlin               | Detalhes |
| 12    | Sprint  | Marina Bay Street Circuit       |                     | Stefano Coletti     | Giedo van der Garde | Caterham Racing      | Detalhes |

## Classificação do Campeonato

### Sistema de pontuação
Os pontos são concedidos aos 10 primeiros colocados da 1ª rodada e aos 8 primeiros colocados da 2ª rodada. O pole da 1ª rodada ganha 4 pontos, e 2 pontos são dados a quem fizer a volta mais rápida nas duas rodadas. Não há pontos extras para o pole da 2ª rodada.
Pontos da 1ª rodada
| Posição | 1º | 2º | 3º | 4º | 5º | 6º | 7º | 8º | 9º | 10º |
| Pontos  | 25 | 18 | 15 | 12 | 10 | 8  | 6  | 4  | 2  | 1   |

Pontos da 2ª rodada
Os pontos são concedidos para os 8 primeiros.
| Posição | 1º | 2º | 3º | 4º | 5º | 6º | 7º | 8º |
| Pontos  | 15 | 12 | 10 | 8  | 6  | 4  | 2  | 1  |